# Rifugio Barbustel
Il rifugio Guido Barbustel - Lac Blanc (pron. fr. AFI: [baʁbystɛl lak blɑ̃]) è situato nella Valle di Champdepraz all'interno del Parco naturale del Mont Avic. Posto ad un crocevia di sentieri, su un altopiano erboso circondato da vari laghi (Lago Cornu, Lac Blanc, Lac Noir, Lago Vallette) permette la vista su numerose vette alpine, tra cui il Mont Avic e, in lontananza, il Cervino e il massiccio del Monte Rosa.

## Accesso
Il rifugio è raggiungibile sia partendo dalla località Veulla di Champdepraz, sia dalla frazione Cort di Champorcher. 
Dalla località Veulla si tratta di risalire per circa 1.000 m di dislivello il vallone e di passare nei pressi del lago della Selva. Dalla frazione Cort si tratta di salire di circa 500 m fino al col du lac blanc (= colle del lago bianco) (2.309 m) e poi di scendere al rifugio.

## Ascensioni
- Mont Avic (3.008 m)
- Mont Ours[1] (2.717 m)